# Corella inflata
Corella inflata är en sjöpungsart som beskrevs av Huntsman 1912. Corella inflata ingår i släktet Corella och familjen högermagade sjöpungar. Inga underarter finns listade i Catalogue of Life.